# Charles Delahaye
Pour les articles homonymes, voir Delahaye.
Frederick Charles Delahaye (né le 19 mars 1905 à Pembroke (Ontario), mort le 17 mars 1973 dans la municipalité de district de Muskoka) est un joueur canadien de hockey sur glace.

## Biographie
Son père est médecin.
Il est importateur de café à la fin des années 1930, il travaille dans l'automobile dans les années 1960.
Il est enterré dans le cimetière de Mount Hope à Toronto.

## Carrière
Charles Delahaye commence à jouer dans l'équipe de l'University of Toronto Schools, les Varsity Blues de Toronto, (OHA-Jr.) en 1924. En 1927, elle remporte la Coupe Allan, décernée chaque année à la meilleure équipe amateur senior.
Il passe les quatre dernières années de sa carrière (1930 à 1934) dans la Ligue amateur de hockey sur glace de l'est du Canada.
En tant que membre des Varsity Blues de Toronto, Charles Delahaye fait partie de l'équipe nationale du Canada qui remporte la médaille de bronze aux Jeux olympiques de 1928 à Saint-Moritz. Il participe à deux matchs, sans marquer de points.
Il pratique en amateur à la fois le hockey sur glace et le football canadien, même après son déménagement de l'Ontario à Montréal. En 1928, il est un membre des Imperials de Sarnia, qui remportent le championnat de l'Ontario Rugby Football Union.  Il joue le pour les Royaux de Montréal, équipe de l'Association de hockey amateur du Québec, et pour les Montreal AAA Winged Wheelers, membre de l'Interprovincial Rugby Football Union.
Sportif toute sa vie, il est membre de clubs de curling et de golf autour de Toronto.